# Grote Scheldeprijs 1991
Il Grote Scheldeprijs 1991, settantasettesima edizione della corsa, si svolse il 24 aprile per un percorso di 205 km, con partenza ed arrivo a Schoten. Fu vinto dall'italiano Mario Cipollini della squadra MG Boys Maglificio-Technogym davanti ai belgi Jan Bogaert e Johan Capiot. Si trattò della prima vittoria di un ciclista italiano nella storia di questa competizione.

## Ordine d'arrivo (Top 10)
| Pos. | Corridore         | Squadra                      | Tempo    |
| ---- | ----------------- | ---------------------------- | -------- |
| 1    | Mario Cipollini   | MG Boys Maglificio-Technogym | 4h29'00" |
| 2    | Jan Bogaert       | Collstrop-Isoglass           | s.t.     |
| 3    | Johan Capiot      | TVM-Sanyo                    | s.t.     |
| 4    | Johan Museeuw     | Lotto-Superclub              | s.t.     |
| 5    | Carlo Bomans      | Weinmann-Eddy Merckx         | s.t.     |
| 6    | John Talen        | PDM-Concorde-Ultima          | s.t.     |
| 7    | Benny Van Brabant | SEFB-Saxon-Gan               | s.t.     |
| 8    | Marnix Lameire    | SEFB-Saxon-Gan               | s.t.     |
| 9    | Willy Willems     | Collstrop-Isoglass           | s.t.     |
| 10   | Edwin Bafcop      | Collstrop-Isoglass           | s.t.     |